# Szívlapát

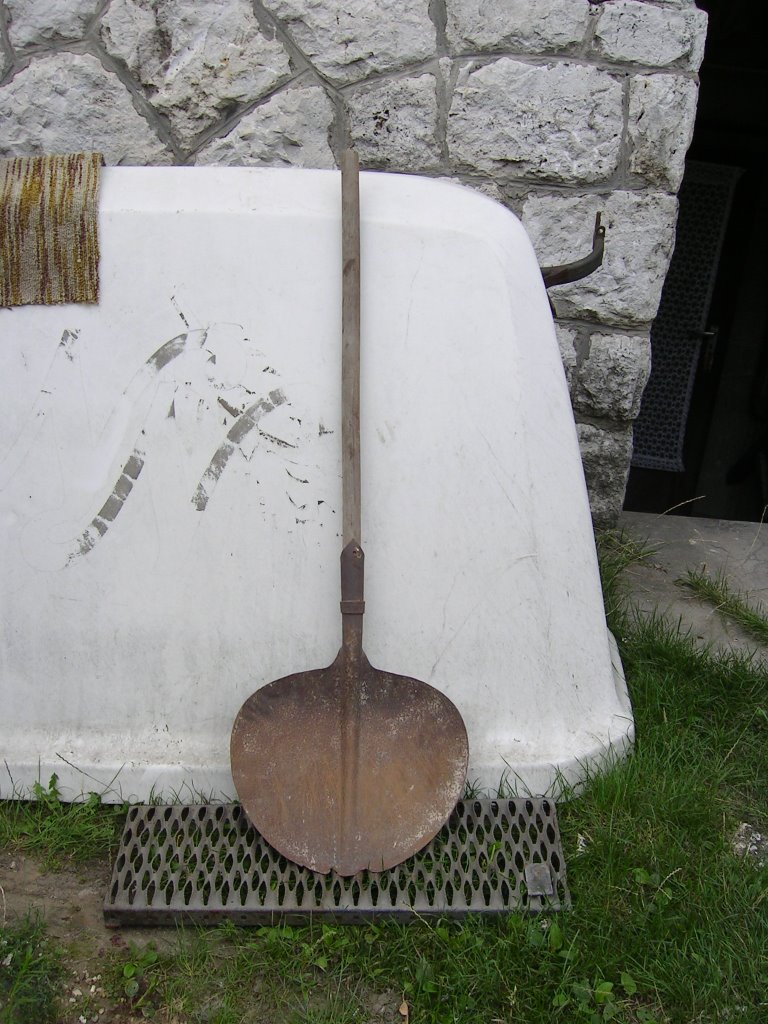
Szívlapát egy pilisi bányából

A szívlapát a lapát egy speciális formája; nevét alakjáról kapta. Szára az általános kerti lapátokhoz képest vastagabb és hosszabb. Általában bányákban használták. Mivel szénrakodásra készült, a lapát feje kb. kétszer szélesebb a megszokottnál, valamint magas peremmel rendelkezik. Egy hagyományos lapáthoz képest ötször nagyobb mennyiséget lehetett vele egy mozdulattal felemelni. Ahol szénnel fűtenek, még ma is sok helyen tartanak ilyen lapátot a rakodáshoz.
Bizonyos szakmai körökben hibridásónak is nevezik ezt az eszközt.